# Raymond Reddington
Raymond Reddington est un personnage de fiction apparaissant dans la série télévisée Blacklist, créée par Jon Bokenkamp et diffusée sur la chaîne NBC depuis 2013. Il est interprété par l'acteur James Spader, doublé par Pierre-François Pistorio dans la version française. 
Reddington, protagoniste de l'histoire, est un agent du gouvernement américain devenu criminel et faisant partie des dix fugitifs les plus recherchés par le FBI. Après vingt ans de cavale, il se rend volontairement au quartier général de l'agence à Washington et fournit à celle-ci des informations sur une liste de criminels qu'il désigne comme « la liste noire » à condition de ne traiter qu'avec une jeune profileuse débutante du FBI, Elizabeth Keen.

## Biographie

### Avant la série
Brillant étudiant, Raymond Reddington est entré à l'United States Naval Academy, d'où il ressort diplômé et major de sa promotion à vingt-quatre ans.
À l'issue de sa formation militaire de haut rang, Raymond Reddington est affecté en qualité d'officier à la direction du renseignement militaire. Doué d'un grand sens de l'analyse, il devient un excellent officier du renseignement. Après plusieurs brillantes années de service, son meilleur ami dans cette institution est nommé numéro deux de la direction du renseignement militaire, et envoie son meilleur officier en la personne de Reddington en Russie avec pour mission de collecter un maximum de renseignement sur le gouvernement russe, son armée et ses services de renseignement. C'était le temps de la Guerre froide.
Démasqué très tôt, par un groupe d'espions du KGB, ces derniers ont décidé de l'utiliser à son insu sans l'aval de la direction du KGB.
Ce groupe ultra secret forma une jeune espionne, connue sous le nom de Katarina Rostova, et lui demanda d'espionner un général russe et, pour ce faire, de le séduire et de se marier avec lui ; le KGB pensant qu'il s'agissait d'un dissident politique.
Quatre ans plus tard, toujours mariée au général russe, elle reçut pour mission de séduire Reddington. Bien que marié, Reddington tomba sous le charme de cette femme qui ne se doutait pas qu'il avait compris son stratagème et avait avisé son meilleur ami qui entre-temps était devenu le directeur du renseignement militaire au sein du département de la défense américain.
Katarina utilisa son mariage avec le général russe pour faire croire à Reddington qu'elle acceptait d'espionner son mari pour le compte des États-Unis.
Sa liaison avec Reddington dura quatre ans, elle tomba enceinte et eut une fille, Masha. Reddington a toujours eu des doutes quant à sa paternité, même après avoir quitté la Russie et rompu avec Katarina.
Destiné à devenir amiral, il disparaît soudainement en 1990, alors qu'il devait passer les fêtes de Noël avec sa famille. C'est à cette période que le gouvernement américain a découvert que Reddington avait vendu des documents classés secret défense à l'ennemi. Il réapparaît brusquement vingt ans plus tard.
Au cours de ces vingt années, il a créé un syndicat de contacts auprès d'espions, de voleurs, de contrebandiers, de trafiquants de drogue, de passeurs, trafiquants d'êtres humains, marchands d'armes, faussaires, pirates, mercenaires et assassins. Pendant ce temps, les intérêts américains basés à Moscou, Islamabad et Pékin ont été compromis.
Reddington a infiltré le secteur privé et il n'y a pas d'industries qui soient hors de sa portée, y compris la technologie, le transport maritime, les communications, la sécurité — les contrats militaires — et les produits pharmaceutiques. Finalement, il s'oriente vers la simple vente de secrets gouvernementaux. Surnommé le « médiateur du crime » en raison de son habileté à organiser des transactions entre les différentes factions du marché noir, il est classé le premier des dix fugitifs les plus recherchés par le FBI. Il est listé comme fugitif à être « arrêté à vue ».
Dans l'épisode Rassvet, une hypothèse apparaît selon laquelle Reddington serait en réalité Ilya Koslov, un ami d'enfance de Katarina Rostova, qui aurait eu recours à la chirurgie esthétique pour avoir son visage et ainsi récupérer son identité, le véritable Reddington étant mort en décembre 1990, abattu par sa propre fille, Elizabeth Keen, alors âgée de seulement 4 ans. Finalement, l'épisode Hannah Hayes révèle que Raymond Reddington n'est pas Ilya Koslov.

### Pendant la série

#### Saison 1
Après plus de vingt années de cavale, Reddington se rend au siège du FBI à Washington et se laisse interpeller après avoir demandé à parler exclusivement au directeur adjoint, Harold Cooper, en donnant son nom à l'accueil, ce qui donne aussitôt l'alerte et le place directement en garde à vue. Après avoir eu confirmation de son identité et suspicieux concernant sa reddition, le FBI le déplace dans un site de détention secret (le « bureau de poste ») où il est enfermé dans une cellule mécanisée élaborée. Il fait une offre aux fédéraux : l'arrestation d'un terroriste supposé mort, Ranko Zamani. Cependant, il émet une condition qui est de ne parler qu'avec Elizabeth Keen, jeune profileuse qui fait ses débuts au FBI, et pour laquelle il a un intérêt inexpliqué. Lorsque cette dernière, ne comprenant pas le lien qui les unit, arrive au site pour le rencontrer et lui parler, ce dernier est ravi et lui parle comme s'il la connaissait, au point de l'appeler Lizzy. Ce dernier accepte de donner une information concernant Zamani : celui-ci projette d'enlever la fillette d'un général américain. Après l'échec de la mission de protection de la fille, kidnappée par Zamani et ses sbires, le terroriste voulant se venger du général en faisant sauter une bombe à Washington en utilisant l'enfant comme support. Connaissant le fabricant de l'explosif, Reddington exige que le FBI le laisse libre de ses mouvements et loger dans un hôtel luxueux.
Les affaires qui suivront, bien qu'en apparence indépendantes, s'avèrent converger vers un adversaire unique de Reddington, connu sous le surnom de « Berlin ». Les attaques de ce dernier coûtent la vie, tant à des agents du FBI qu'à des partenaires de Reddington.

#### Saison 2
Cette saison 2 s'annonce plus complexe pour Elizabeth, elle est déterminée à découvrir ce que cache son mari Tom, et découvrir jusqu'où elle-même est prête à aller. Sa relation avec Reddington se complique fortement à la suite d'une affaire où elle se retrouve sous hypnose. Des images de son passé ressurgissent mais va-t-elle réussir à bien les comprendre ? Va-t-elle savoir pardonner... Le Directeur de l'agence se voit confier un poste plus important au sein du F.B.I mais l'annonce du verdict va peut-être chambouler les projets...

#### Saison 3
Piégée par un complot, Elizabeth Keen prend la fuite (épisode 1 : Le Désinformateur). Raymond Reddington l'accompagne afin d'organiser sa cavale. L'enjeu est de se maintenir tous deux en liberté le temps de rassembler les preuves du complot et d'en confondre les instigateurs. Plus tard, à la suite d'une tragédie familiale, Elizabeth est enlevée par un homme qui prétend être son vrai père (épisode 23 : Alexander Kirk, 2e partie).

#### Saison 4
Raymond Reddington est mis en grande difficulté par un ennemi invisible qui neutralise un à un ses associés et siphonne ses comptes bancaires, le privant de toute crédibilité et solvabilité dans les milieux criminels. Au terme de cette attaque, un secret que Reddington cache désespérément au monde est déterré (épisode 22 : Mr. Kaplan, 2e partie).

#### Saison 5
De nombreuses personnes se mettent en quête du grand secret de Reddington. Certaines y perdent la vie (épisode 8 : Ian Garvey). Reddington entend bien remettre la main sur les éléments de ce secret, qui en sont la seule trace, pour les détruire. Mais Elizabeth se lance dans une course contre lui, pour les trouver avant lui (épisode 12 : Le Cuistot). Cette course impitoyable s'achève sur une découverte comme quoi il est fort probable que Raymond Reddington ne soit pas celui qu'il prétend être (épisode 22 : Sutton Ross).

#### Saison 6
Une trahison improbable fait peser une menace de mort sur Reddington (épisode 2 : Le Corse). Alors qu'une révélation est faite à Elizabeth sur qui il serait réellement (épisode 19 : Rassvet), Reddington retrouve une figure du passé qui a aussi un lien très proche avec Elizabeth (épisode 22 : Robert Diaz).

#### Saison 7
Reddington a disparu. Après avoir été enlevé, il parvient à s'échapper et retrouve Dembe et l'unité spéciale (épisode 2 : Louis T. Steinhil : Conclusion). Il mobilise cette dernière pour retrouver la femme qui a commandité son enlèvement. Cette dernière fait peser une lourde menace sur un ami très proche de Reddington, mais aussi sur Agnes et Elizabeth. Cette dernière affronte directement la femme recherchée lorsqu'elle découvre un faisceau d'indices pour le moins déstabilisants (épisode 9 : Orion Relocation Services). Parallèlement, Reddington s'affaire à faire tomber, pièce après pièce, tout un réseau criminel agissant dans l'ombre. À l'issue de nombreuses investigations et du debunking de faux-semblants, Elizabeth doit procéder à un choix familial crucial.

#### Saison 8
Elizabeth a choisi de prendre parti pour sa mère, Katarina Rostova. Ensemble, elles tentent d'obtenir la vérité sur Reddington et de fournir les preuves au chef du réseau criminel qui harcèle Katarina depuis 30 ans. Reddington tue Katarina, provoquant une incontrôlable colère d'Elizabeth qui, à plusieurs reprises, tente en vain de le faire supprimer. Lorsque le chef du réseau criminel se retourne contre Elizabeth tout en traquant Reddington, ces derniers se retrouvent contraints de s'allier. Reddington dévoile toute la vérité sur son histoire familiale, et lui apprend que le Raymond Reddington qu'il est a été « fabriqué » par Katarina. Malade et condamné, il demande à Elizabeth de commettre un acte terrible, en échange duquel elle reçoit une lettre de sa mère lui dévoilant cette vérité.

## Personnalité
La personnalité de Reddington est complexe, toujours conscient de ses forces et de ses faiblesses. Il éprouve de la sympathie pour autrui, et voit le bon en chacun de ses amis. Reddington cultive les bonnes manières, aime les plaisirs de la vie, mais peut se révéler soudainement impitoyable. Son sens moral relève d'une complexité extrême, ce qui en fait un personnage charismatique, imprévisible. Sa nonchalance est celle des plus grands héros et des plus grands criminels. Il se montre doté d’une grande aisance à la manipulation en tout genre en se faisant également très protecteur envers ceux qu’il aime notamment Liz et plus tard sa fille Agnès.
Doué d'un sens aigu de la stratégie et de la diversion : il ne dort jamais deux soirs de suite au même endroit et peut s'envoler avec un seul kit de survie n'importe où en 30 s il n'a pas de papier ou passeport <réf Anslo Garrick s01E09 et E10) il livre un criminel au FBI pour en éliminer un autre, trompe son pire ennemi quant aux retrouvailles avec sa propre fille, piègera un haut fonctionnaire et son adjointe au sein d'une société secrète de portée mondiale, et organise la fuite d'une douzaine de criminels notoires en orientant le FBI dans une autre direction. Néanmoins, finalement, le FBI, et notamment Harold Cooper, doit bien admettre que les avantages que l'unité en tire sont supérieurs aux déconvenues subies. 
Reddington est également un épicurien, amateur de bonne chère, de jolies femmes, d'art et de drogues, notamment l'héroïne, l'opium et le LSD . Lors d'une incursion au sein du siège de l'ONU pour déjouer une bombe, il ose même donner un discours (devant une salle vide) sur le LSD et les trips sous acides . Il voue aussi une forme de culte à Thimoty Leary et à Garrie Granh.
Depuis le début de la série, son comportement laisse à penser qu'il suit une rédemption dont lui seul connait le véritable chemin.
Aux États-Unis, il roule dans une Mercedes classe S blindée, il a toujours un chauffeur en la personne de son ami et garde du corps Dembé Zuma.
Il est aussi propriétaire d'un jet privé.
Reddington porte des costumes sur mesure, confectionnés par les meilleurs tailleurs, qu'il associe avec sa collection de couvre-chefs dont il ne se sépare jamais. Après avoir réalisé ce qu'il appelle lui-même « le casse du XXIe siècle », il s'offre même le chapeau de Winston Churchill.
Il se sépare rarement de son arme, un Browning HP calibre 9mm.
Il meurt encorné par un taureau en Espagne, près de Séville dans le dernier épisode de la série.

## Relations avec les autres personnages

### Dembe Zuma
Dembé est le garde du corps de Reddington et aussi son chauffeur.
Ancien enfant soldat, il a été sauvé par Reddington des Combattants de la Liberté au Soudan du Sud, où il l'a trouvé a moitié mort et l'a récupéré pour parfaire a son éducation, notamment en payant ses études .
Dembé a une fille "Isabella" et une petite fille "Belle". Ses parents ainsi que ses frères et sœurs ont été tués par le cartel de Mombasa.
Il parle quatre langues couramment et se fait comprendre dans 6.
Étonnamment, Reddington écoute les conseils de Dembé qui est un homme discret et qui parle peu. Il est en quelque sorte la conscience de Reddington et s'inquiète souvent de l'âme de ce dernier.
Ce rôle est interprété par l'acteur américain Hisham Tawfiq.

### Elizabeth Keen (de naissance Masha Rostova)
Raymond se montre extrêmement protecteur envers elle dès son arrivée dans sa vie.
Il lui fait savoir dès le début de la série qu’il sait un certain nombre de choses à propos de son passé, et qu'il possède des réponses à des questions qu’elle ne s’est même pas encore posées ; c'est l’une des raisons pour laquelle la jeune femme accepte de continuer son travail à l’Unité. Il lui apprendra très vite à penser par elle-même (comme un criminel) afin de montrer que ça lui est très naturel.
Reddington lui confiera à plusieurs reprises qu’elle ressemble beaucoup à sa mère Katarina dont il était jadis l'amant.
Il fait en parallèle beaucoup de choses pour que Liz n’apprenne jamais la vérité sur ce qui est arrivé à sa mère et sur le rapport entre tout cela, et lui et son arrivée dans sa vie.
Ce rôle est interprété par l’actrice américaine Megan Boone.

### Harold Cooper
Le directeur adjoint du FBI, qui dirige l'unité spéciale, connaît Reddington de longue date, bien qu'ayant perdu sa trace ensuite. Il avouera même tardivement à Elizabeth Keen qu'il contribua jadis à son sauvetage après qu'il a été capturé et torturé au temps de la Guerre Froide.
Ce rôle est interprété par l'acteur américain Harry Lennix.

### Donald Ressler
Bien avant que Reddington se rende au FBI, Ressler faisait partie d'une unité spéciale chargée de le traquer, avec pour partenaires Bobby Jonica, Sam Raimo, Pete McGuire et Julian Gale. Cette équipe avait entre autres tenté de tuer Reddington à Bruxelles en 2008. Au cours de la série, Ressler et Reddington apprennent à se respecter et à s'entraider, notamment après que Reddington a sauvé la vie de Ressler.
Ce rôle est interprété par l'acteur canadien Diego Klattenhoff.